# Coronea
Coronea (grec antic: Κορώνεια) era una ciutat grega de Beòcia que formava part de la Lliga Beòcia i que Estrabó situa en una altura propera a la muntanya d'Helicó. El seu territori es deia Κορωνειακή (Coroníaca). A la ciutat l'esmenta Homer al Catàleg de les naus de la Ilíada entre els contingents beocis.
La ciutat estava situada en un turó aïllat a l'entrada d'una vall que arribava cap al sud fins a l'Helicó, que es veia des de Coronea. També tenia una bona visió del llac Copes, i als peus de la ciutat s'estenia una vall fins a la vora del llac.
Es deia que va ser fundada pels beocis de la ciutat d'Arne, de Tessàlia, que en van ser expulsats pels tessalis, i que li van donar el nom de la ciutat de Coronea a Tessàlia. Segons Pausànias els caps tessalis van ser Haliart, que va fundar la ciutat d'Haliartos i Atamant. Els beocis van construir a la plana un temple dedicat a Atena a la vora del riu Cuàrios o Curàlios (del nom del riu de Tessàlia) on es feia el festival de la Pambeòcia i on participaven totes les ciutats de Beòcia. Pausànias diu que el més notable de Coronea era un altar dedicat a Hermes i un altre de consagrat als vents, i una mica més avall un temple d'Hera. Parla també d'un teatre.
A la ciutat o rodalia es van lliurar algunes batalles:
- La primera l'any 447 aC. La ciutat de Queronea, al nord-oest de Coronea, estava en poder dels partidaris d'Atenes que exercien la supremacia a Beòcia, i un cop d'estat va donar el poder al partit rival. Els atenencs van enviar a Tòlmides amb un petit exèrcit i va recuperar la ciutat però va ser derrotat a la rodalia, a la plana entre Queronea i Coronea, per una aliança beòcia contrària a Atenes. Tòlmides va morir en la batalla i Atenes va perdre la supremacia a Beòcia.
- El 394 aC Agesilau va derrotar els tebans i els seus aliats a la plana al capdavant de la ciutat.
- A la guerra sagrada va ser ocupada per Onomarc al front dels focis.

El 338 aC Filip II de Macedònia, després de guanyar la batalla de Queronea, va donar la ciutat a Tebes. Coronea, més endavant, va ser partidària dels reis de Macedònia en les seves guerres contra Roma.